# Tipula hardeana
Tipula hardeana är en tvåvingeart som beskrevs av Alexander 1978. Tipula hardeana ingår i släktet Tipula och familjen storharkrankar.
Artens utbredningsområde är Etiopien. Inga underarter finns listade i Catalogue of Life.